# Canton de Saint-Fulgent
Le canton de Saint-Fulgent est une ancienne division administrative française, située dans le département de la Vendée et la région Pays de la Loire.

## Composition
Le canton de Saint-Fulgent regroupait les communes suivantes :
- Bazoges-en-Paillers ;
- Les Brouzils ;
- Chauché ;
- Chavagnes-en-Paillers ;
- La Copechagnière ;
- La Rabatelière ;
- Saint-André-Goule-d’Oie ;
- Saint-Fulgent (chef-lieu).

### Intercommunalité
Le canton de Saint-Fulgent recouvrait l’intégralité de la communauté de communes du Canton-de-Saint-Fulgent.

## Représentation

### Conseillers généraux de 1833 à 2015
| Période | Période          | Identité                                                                               | Étiquette              | Qualité |
| ------- | ---------------- | -------------------------------------------------------------------------------------- | ---------------------- | --- |
| 1833    | 1838 (décès)     | Pierre-Marie Gourraud Sieur de la Proustière                                           |                        | Docteur en médecine Maire des Brouzils                                                                                                  |
| 1838    | 1853 (décès)     | Joseph Alexandre Gourraud de la Proustière (frère du précédent)                        |                        | Maire des Brouzils Avocat, conseiller d'arrondissement, juge de paix de Chavagnes                                                       |
| 1853    | 1861             | Charles Chauvin                                                                        |                        | Médecin à Saint-Fulgent, conseiller d'arrondissement                                                                                    |
| 1861    | 1871             | Comte Olivier de La Poëze                                                              | Majorité dynastique    | Propriétaire, ancien chambellan de Napoléon III Député (1863-1870) Maire de Sainte-Hermine                                              |
| 1871    | 1877             | Charles Leroux                                                                         | Républicain            | Maire de Chauché |
| 1877    | 1880 (décès)     | Armand Querqui de la Pouzaire                                                          | Droite                 | Propriétaire à Chauché |
| 1880    | 1889             | Théophile de Tinguy de la Giroulière                                                   | Royaliste              | Propriétaire à Saint-Fulgent zouave pontifical, secrétaire du Comité royaliste de la Vendée                                             |
| 1889    | 1928 (décès)     | Comte Louis Constant Fortuné de Suzannet                                               | Droite                 | Attaché à l'ambassade de France au Vatican Propriétaire - Maire de Chavagnes-en-Paillers                                                |
| 1928    | 1937             | Yves de La Poëze (1861-1946)                                                           | Conservateur           | Propriétaire Maire de La Rabatelière, conseiller d'arrondissement                                                                       |
| 1937    | 1938 (décès)     | Jean de Suzannet                                                                       | URD                    | Ancien officier, propriétaire, conseiller municipal de Chavagnes-en-Paillers Député (1936-1938)                                         |
| 1938    | 1940             | Vicomte Tancrède Gilbert de Guerry de Beauregard                                       | Droite Union nationale | Propriétaire agriculteur Maire de Chavagnes-en-Paillers (1929-1942) Nommé membre de la Commission administrative départementale en 1941 |
|         |                  |                                                                                        |                        | |
| 1945    | 1946 (démission) | Hélène de Suzannet (épouse de Jean de Suzannet)                                        | PRL                    | Maire de Chavagnes-en-Paillers |
| 1946    | 1992             | Vicomte Gilbert de Guerry de Beauregard (1917-2002, fils de T.de Guerry de Beauregard) | PRL puis DVD           | Maire de Chavagnes-en-Paillers (1962-1983)                                                                                              |
| 1992    | 1998             | Marie-Thérèse Algudo                                                                   | UDF-CDS                | Présidente de société financière Maire de Saint-Fulgent (1983-2001) Présidente de la Communauté de communes Conseillère régionale       |
| 1998    | 2004             | Claude Coutaud                                                                         | DVD                    | Opérateur en informatique Maire de Chavagnes-en-Paillers (1995-2008)                                                                    |
| 2004    | 2015             | Wilfrid Montassier                                                                     | DVD puis UDI           | Chef d'entreprise Maire de La Rabatelière Elu en 2015 dans le Canton de Montaigu                                                        |

### Conseillers d'arrondissement (de 1833 à 1940)
| Période                                  | Période      | Identité                                                     | Étiquette              | Qualité |
| ---------------------------------------- | ------------ | ------------------------------------------------------------ | ---------------------- | --- |
| 1833                                     | 1838         | Joseph Alexandre Gourraud de La Proustière (1791-1853)       |                        | Juge de paix, propriétaire à Chavagnes                                                                      |
| 1839                                     | 1845         | Marie Nicolas Buet père (1767-1852)                          |                        | Maire des Brouzils (1838-1848), ancien médecin du Général Charette                                          |
| 1845                                     | 1853         | Marie Charles Pacifique Chauvin (1803-1869)                  |                        | Médecin à Saint-Fulgent                                                                                     |
|                                          |              |                                                              |                        | |
| av.1865                                  |              | Victor-Louis Pertuzé (1804-1873)                             |                        | Notaire, maire de Saint-Fulgent                                                                             |
|                                          |              |                                                              |                        | |
|                                          | 1885 (décès) | Pierre Damour (1846-1885)                                    |                        | Avocat, propriétaire aux Brouzils                                                                           |
|                                          |              |                                                              |                        | |
| av.1919                                  | 1928         | Yves de La Poëze (1861-1946)                                 | Conservateur           | Propriétaire Maire de La Rabatelière                                                                        |
| 1928                                     | 1938         | Vicomte Tancrède Gilbert de Guerry de Beauregard (1886-1942) | Droite Union nationale | Propriétaire agriculteur Maire de Chavagnes-en-Paillers (1929-1942)                                         |
| 1938                                     | 1940         | Eugène Grolleau (1862-1943)                                  | Droite                 | Propriétaire, maire de Saint-André-Goule-d'Oie                                                              |
| 1940                                     |              |                                                              |                        | Les conseils d'arrondissement ont été suspendus par la loi du 12 octobre 1940 et n'ont jamais été réactivés |
| Les données manquantes sont à compléter. |              |                                                              |                        | |